# Lilian Harvey
Pour les articles homonymes, voir Harvey.
Lilian Harvey, de son vrai nom Lilian Helen Muriel Pape, née le 19 janvier 1906 à Hornsey (nord de Londres), et morte le 27 juillet 1968 à Antibes en France, est une actrice et une chanteuse anglo-allemande.

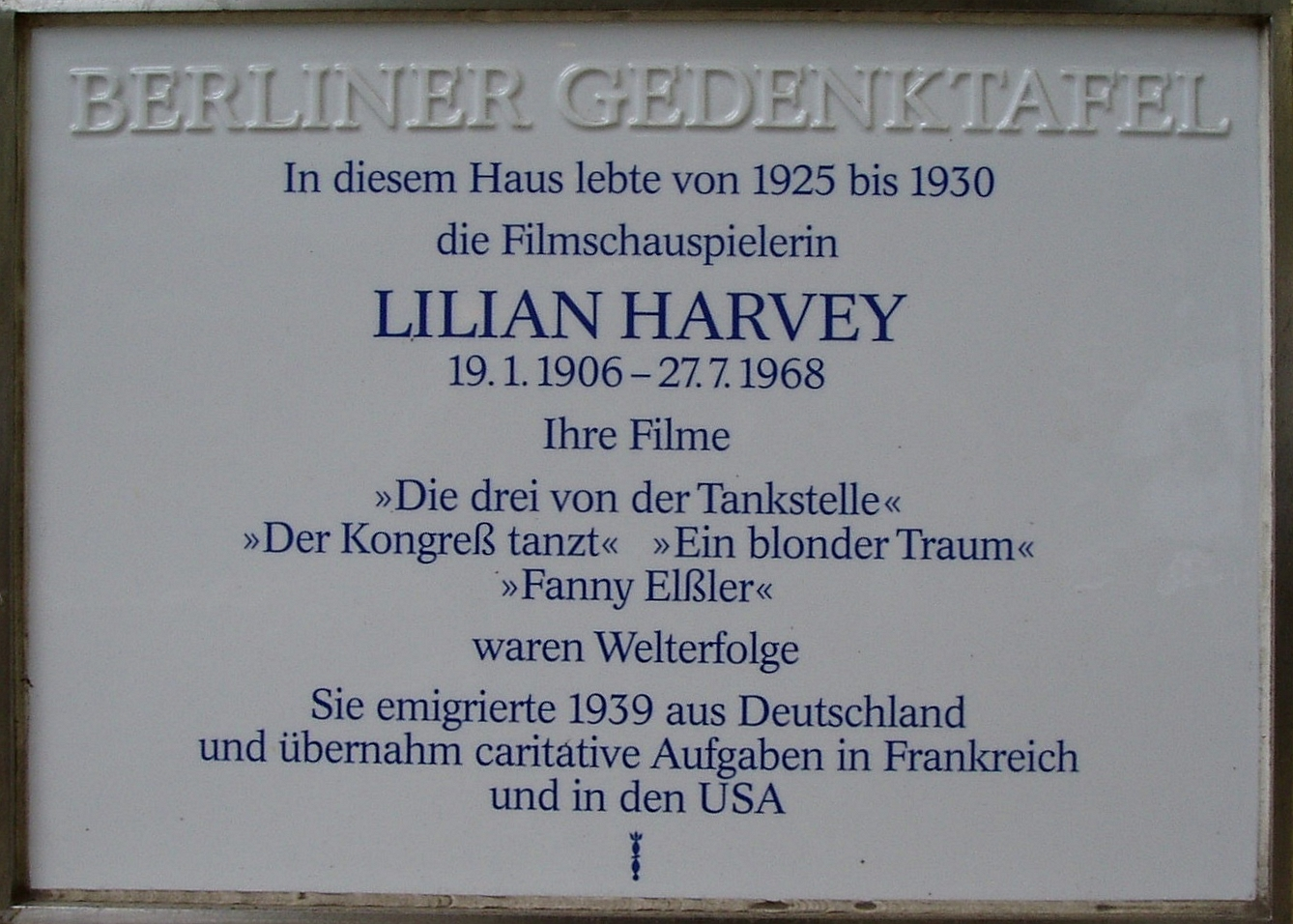
Berliner Gedenktafel, Düsseldorfer Straße 47.

## Une artiste de l'entre-deux-guerres
Son père est un homme d'affaires allemand, sa mère est anglaise ; son frère est le directeur de la photographie Walter J. Harvey. Ses parents se trouvant à Berlin lorsque éclate la Première Guerre mondiale, elle ne peut retourner en Angleterre, et est envoyée chez une tante à Soleure, en Suisse. En 1923, elle entreprend des études de danse et de chant, et apparaît dans plusieurs films de l'époque. Elle obtient son premier rôle important en 1925, avec le film Leidenschaft. Puisqu'elle est chanteuse et polyglotte, sa carrière survit très bien à l'arrivée du cinéma parlant et même décolle véritablement. 
Elle rencontre un énorme succès en 1930 avec Le Chemin du paradis, première comédie musicale du cinéma allemand, tournée par Wilhelm Thiele. En duo avec le chanteur Henri Garat, la jeune artiste à la longue chevelure bouclée si caractéristique chante Les Chemins du paradis. Ce succès enregistré et durable la propulse au rang de vedette de la chanson. L'œuvre est interdite à partir de 1937, à cause des origines juives du réalisateur et de certains membres de l'équipe du film.
En 1931, le film franco-allemand Le congrès s'amuse réalisé par Erik Charell est un des plus grands succès de l'année dans les salles françaises. En 1932, La Fille et le Garçon, Quick et Un rêve blond sont également de gros succès commerciaux en France et en Belgique, lui assurant une belle notoriété : ainsi, en 1934, Lilian Harvey est la vedette à la mode, influençant la coiffure soigneusement bouclée et les poses choisies des élégantes jeunes femmes.
La carrière de Lilian Harvey décline tout doucement. En 1939, elle est chassée d'Allemagne par les nazis, qui confisquent sa fortune (dont elle récupérera une partie par la suite).
Elle reprend sa carrière après la Seconde Guerre mondiale à Paris, où elle donne des concerts en 1946-47.
Un cancer la marque physiquement, ce qui lui vaut des commentaires désobligeants lorsque dans les années 1950 elle remonte (sur fonds propres) sur scène avec Henry Garat (pour aider celui-ci, qui vivait de l'Assistance publique). Elle meurt à Antibes en France en 1968 à l'âge de 62 ans.

## Filmographie partielle
- 1925 : Der Fluch de Robert Land : Ruth
- 1925 : Leidenschaft (en) de Richard Eichberg : Hella von Gilsa
- 1925 : Liebe und Trompetenblasen de Richard Eichberg : Comtesse Maria Charlotte
- 1925 : Die Kleine vom Bummel de Richard Eichberg : La « petite »
- 1925 : Die Motorbraut de Richard Eichberg
- 1926 : Vater werden ist nicht schwer: Harriet
- 1926 : Die keusche Susanne de Richard Eichberg : Jacqueline
- 1926 : Prinzessin Trulala : Princesse Trulala
- 1927 : Eheferien : Hella
- 1927 : Die tolle Lola : La danseuse Tilly Schneider ou Lola Cornero
- 1928 : Du sollst nicht stehlen : Lotte
- 1929 : Wenn du einmal dein Herz verschenkst
- 1929 : Adieu Mascotte : Mascotte
- 1929 : Rund um die Liebe
- 1929 : Ihr dunkler Punkt : Lilian von Trucks/Yvette
- 1930 : Le Cambrioleur (Einbrecher) : Reneé
- 1930 : The Temporary Widow : Kitty Kellermann
- 1930 : Le Chemin du paradis (Die Drei von der Tankstelle), de Wilhelm Thiele : Lilian Cossmann
- 1930 : Hokuspokus : Kitty Kellermann
- 1930 : Valse d'amour (Liebeswalzer) : Princesse Eva
- 1931 : Le congrès s'amuse (Der Kongreß tanzt), d'Erik Charell et Jean Boyer : Christel Weinzinger
- 1931 : Calais-Douvres de Jean Boyer : Gladys O'Halloran
- 1931 : Nie wieder Liebe d'Anatole Litvak : Gladys O'Halloran
- 1931 : Princesse, à vos ordres : La princesse Marie-Christine
- 1931 : La Fille et le Garçon : Jenny Berger/Ria bella
- 1932 : Zwei Herzen und ein Schlag : Jenny Müller
- 1932 : Quick : Eva Prätorius
- 1932 : Un rêve blond (Ein blonder Traum) : Joujou
- 1933 : Suzanne, c'est moi ! (I Am Suzanne!) de Rowland V. Lee  : Suzanne
- 1933 : La Quarante chevaux du roi ou La 40 CV du roi (My Lips Betray) : Lili Wieler
- 1933 : Moi et l'Impératrice (Ich und die Kaiserin) de Friedrich Hollaender : Juliette
- 1933 : The Only Girl de Friedrich Hollaender (version britannique) : Juliette
- 1933 : My Weakness de David Butler
- 1936 : Glückskinder, Les Gais Lurons : Ann Garden
- 1937 : Fanny Elssler : Fanny Elssler
- 1937 : Les Sept Gifles (Sieben Ohrfeigen)
- 1937 : Laissez faire les femmes (Glückskinder)
- 1938 : Capriccio
- 1939 : Frau am Steuer : Maria Kelemen
- 1939 : Castelli in aria (Ins blaue Leben) : Annie Wagner, dite 'Mimì'
- 1940 : Miquette : Miquette Grandier
- 1940 : Sérénade, de Jean Boyer :  Margaret Brenton